# Ас-Сумейт, Абдуррахман
Абдуррахман Хаммуд ас-Сумейт (15 октября 1947, Кувейт — 15 августа 2013, Кувейт) — кувейтский врач, филантроп, основатель Общества «Прямая помощь». Был широко известен благотворительными проектами в более чем 29 странах Африки.

## Биография
Абдуррахман ас-Сумейт родился в 1947 году в Кувейте. Он был третьим сыном в семье. Семья была религиозной. С ранних лет ас-Сумейта интересовала благотворительная деятельность. Будучи учеником средней школы в Кувейте, с несколькими друзьями он накопил деньги, чтобы купить дешёвый автомобиль. На этом автомобиле он стал бесплатно возить бедных рабочих, которые изо дня в день ждали в жару транспорт, который вез их на работу. Его лучшими друзьями в детстве были Иса и Ибрахим аш-Шахины и Аднан аль-Мир. С ними он организовал скаутскую группу «Ярмук» и в возрасте 14-15 лет отправился в путешествие по Средиземноморскому региону. Во время учёбы в школе писал статьи о скаутинге для еженедельной газеты. 
Аль-Сумайт с юных лет любил читать книги. Проводил много времени в библиотеке. Сферой его интересов были книги по религии, политике и экономике. Тратил деньги на покупку книг, особенно тех, которые приходили из Египта.
В 1963 году он окончил среднюю школу и подал заявку на поступление в Медицинский колледж в США и Египте. Успешно прошёл отбор в оба колледжа, но, услышав слова студентов о том, что труднее всего поступить в Медицинский колледж в Багдаде, решил поступить в это учебное заведение. Успешно поступил в Багдадский университет. Изучал хирургию и параллельно он работал. Бо́льшую часть заработной платы тратил на покупку мусульманских книг, которые распространял в мечетях. После окончания Багдадского университета и получения степени бакалавра медицины и хирургии, поехал учиться в Ливерпульский университет (Великобритания). 
В 1974 году получил диплом специалиста в области тропических болезней. Окончил аспирантуру Университета Макгилла в Канаде по специальности внутренняя медицина и пищеварительная система. В 1974—1978 годах он работал в Главном госпитале Монреаля на отделении болезней внутренних органов и гастроэнтерологии. С с 1979 по 1980 год работал врачом-специалистом в больнице Королевского колледжа в Лондоне, занимался исследованиями в области печёночных злокачественных опухолей. После возвращения в Кувейт несколько лет проработал в должности консультанта врача-гастроэнтеролога в больнице ас-Сабах с 1980 по 1983 год. Опубликовал множество научных и медицинских исследований в области изучения толстой кишки и эндоскопического исследования раковых опухолей.
Был основателем и генеральным директором Кувейтского агентства помощи. С 1987 по 2013 год работал координатором атташе по вопросам здравоохранения посольства Кувейта в Кении. В 1998 году был Главным консультантом Экономического и Социального Совета ООН.
Ас-Сумейт дважды в жизни был заключён в тюрьму. Первый раз в Багдаде в 1970 году и второй раз в 1990 году, когда он был арестован иракскими спецслужбами во время иракского вторжения в Кувейт. Его отправили в Багдад и подвергли жестоким пыткам. Позже, вспоминая пройденные им испытания, он сказал: «Я дважды оказывался в тюрьме в Багдаде и подвергался там серьёзным пыткам, вплоть до того, что с моего лица, рук и ног сдирали мясо! Но я был уверен, что не умру до того момента, пока на это не будет дозволения Аллаха».
Четверть века ас-Сумейт провёл в Африке, приезжая в Кувейт только для коротких визитов или лечения. Ас-Сумейт совершил много поездок по странам Африке, которые были опасны для его жизни. Болел диабетом, сердечно-сосудистыми заболеваниями и малярией. У него были частые боли в ногах и спине. Несколько раз его жизни угрожала опасность от рук вооруженных повстанцев, которым не нравился его высокий авторитет среди простого народа. 
Его состояние здоровья резко ухудшилось в последние годы жизни, когда у него начались проблемы с почками. Проходил лечение в больнице Мубарак аль-Кабир в Кувейте. Скончался в четверг 15 августа 2013 года.

## Благотворительная деятельность
В 1981 году Абдуррахман ас-Сумейт переехал в Африку. Там он основал Африканское мусульманское агентство, известное сегодня как Общество «Прямая помощь». Работал там же в качестве рядового врача. Со временем количество филиалов организации в разных африканских странах стало расти и достигло 29. За время своего существования «Прямая помощь» открыла 124 больницы и диспансера, построила 860 учебных заведений, 204 исламских центра, 214 учебных центров для женщин и 5700 мечетей. Организация взяла на себя обеспечение 50 тысяч детей, многие из которых стали учителями, врачами, инженерами, политиками и сами начали оказывать помощь нуждающимся. Организация шейха ас-Сумейта участвовала в сельскохозяйственных и ирригационных проектах, построив около 9,5 тыс. артезианских и грунтовых скважин.
В Кении и Занзибаре открылось 2 шариатских колледжа, в которых мусульманским студентам со всей Африки было предоставлено 200 стипендий по медицине, инженерному делу и технологии. Всего же за всё время работы «Прямая помощь» открыла 4 университета, в которых образование получило около 100 тысяч африканских студентов.
Благодаря организации ас-Сумейт было переведено и издано более около 9 млн книг на 22 языках. Сам доктор ас-Сумейт также написал несколько книг, которые посвящены различным сферам своей деятельности. Организация распространила 51 млн копий Корана и 60 млн буклетов об исламе, написанных на разных африканских языках. В результате активной миссионерской деятельности более 10 млн человек приняли ислам.
За свои усилия в благотворительной деятельности получил ряд наград и медалей, в том числе Международную премию короля Фейсала за служение исламу. Премию в 750 тысяч саудовских риялов он потратил на создание образовательного фонда для народов Африки, и за счёт этого фонда большое количество африканских детей получили образование в различных университетах.